# マット・リーヴォルト
マット・リーヴォルト（Matt Rehwoldt、1987年10月7日 - ）は、アメリカ合衆国のプロレスラー。イリノイ州シカゴ出身。WWEにエイデン・イングリッシュ（Aiden English）のリングネームで所属。
マット・リウォルドとも表記。

## 来歴
プロレスラーになる以前はコロンビア大学シカゴにて映画演技理論を専攻。

### キャリア初期
2011年9月17日、地元であるシカゴを拠点するインディー団体、CSW（Chicago Style Wrestling）にてマット・マーキー（Matt Marquee）のリングネームでマテューとタッグを組んでウィリー・リチャードソンとのハンディーキャップマッチでプロレスラーデビューを果たした。

### WWE

#### NXT
2012年、WWEとディベロップメント契約を交わし入団。傘下団体のFCWにてエイデン・イングリッシュ（Aiden English）のリングネームでロスター入り。3月1日に8人制タッグマッチにてデビューを飾った。デビュー間もないながらもハウスショーやテレビショー問わず、出場機会が多かったものの大半はジョバーとしての役割が多く、トップへと足がかりにするレスラーたちの踏み台として活動。8月にはFCWがNXTと統合し、新生NXTに移行。カマーチョとタッグを組んでビッグ・E・ラングストンと抗争を開始し、シングルマッチやハンディーキャップマッチなどで挑むも歯が立たずに敗戦が続き抗争は終了した。
2013年7月、ミッキー・キーガンとタッグを組んでジョバーとして出場していたが、9月18日にマイケル・クエラッリとのシングルマッチにおいてスポットライトを浴びてオペラ歌手並みの美声を奏でて入場し、試合でも巧者ぶりを見せつけて勝利した。9月25日のブル・デンプシーとの対戦で勝利。そして上層部から認められたことにより10月9日にはロブ・ヴァン・ダムとの試合を実現。敗れはしたものの評価に値する結果を出した。以降、ジェイソン・ジョーダン、カマーチョに連勝し、10月24日にはNXT王座の挑戦権を得ることができるビート・ザ・クロック・チャレンジマッチにエントリーするがエイドリアン・ネヴィルに敗戦した。

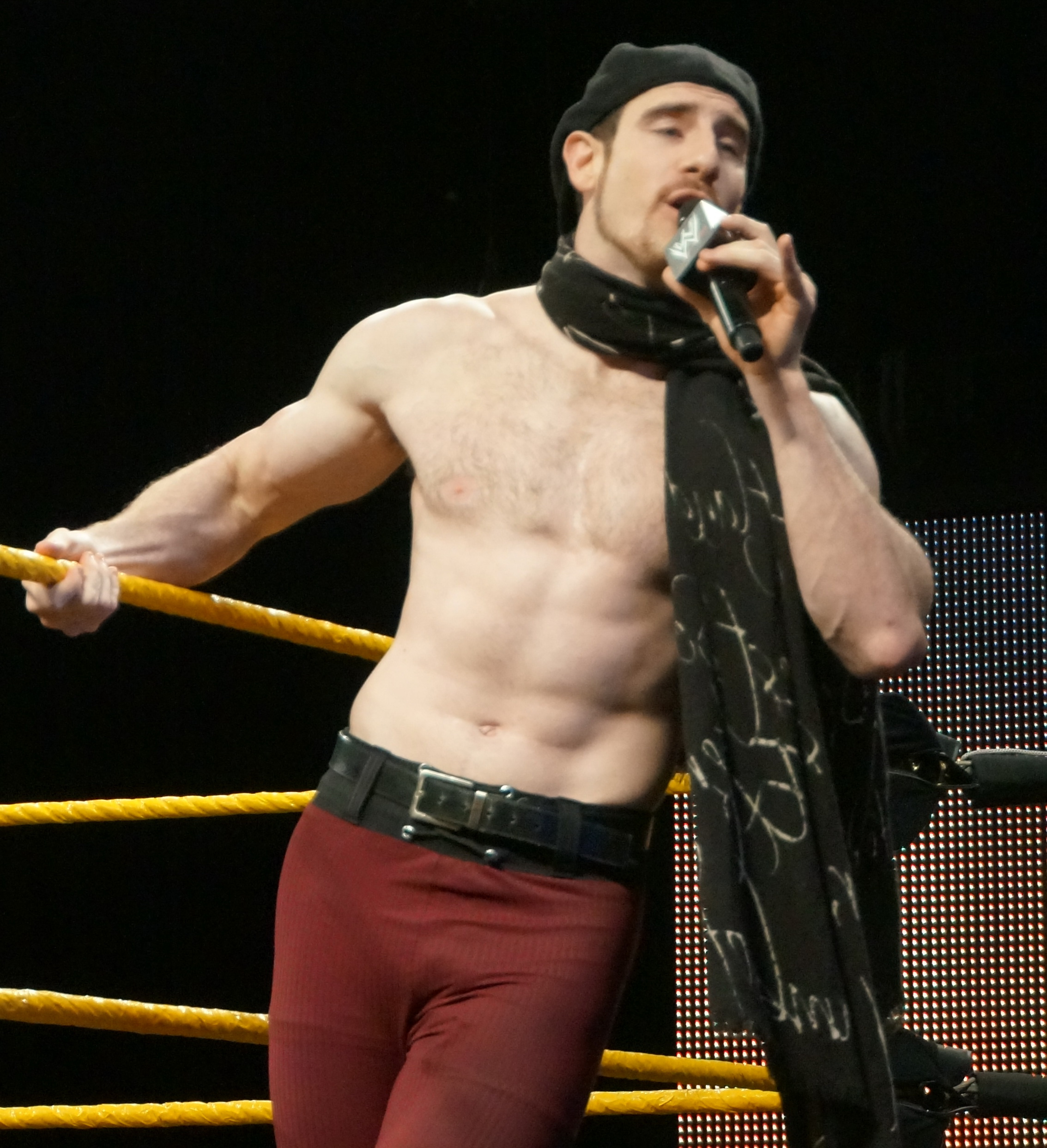
2014年

2014年1月1日、コリン・キャサディと歌唱力対決を行い余裕の勝利を確信していたイングリッシュであったが、キャサディの美声に観客の反応は一転し敗戦。この結果に異議を唱えて再戦の要望し、対戦するがキャサディが歌っている途中で激昂して襲撃。抗争を開始した。当初こそは歌唱力を巡ってのスキットが組まれ、キャサディの相棒であり、負傷していたエンツォ・アモーレを人質に取ったりして卑怯な手段を取っていたが次第にスキットやバックステージでの掛け合いもないまま試合を行うようになり、抗争は自然消滅となった。5月よりサイモン・ゴッチとのタッグチーム、ボードビレインズ（The Vaudevillains）を結成して活動。6月17日、アンジェロ・ドーキンス & トラヴィス・タイラーとのタッグマッチにて新技であるザッツ・ア・ラップをタイラーに決めて勝利した。8月より開始されたNXTタッグ王座挑戦権獲得トーナメントにエントリーし、決勝まで進出。9月4日にシン・カラ & カリストと対戦するが優勝するに至らなかった。10月30日、NXTタッグ王座挑戦権争奪バトルロイヤルマッチに出場し、アモーレ & キャサディ、タイ・デリンジャー & ジェイソン・ジョーダン、ジ・アセンション（コナー & ビクター）と対戦。挑戦権を獲得し、執拗に王者であるルチャドラゴンズ（シン・カラ & カリスト）を意識するようになり、11月20日にはミゼットレスラーのカリストリート & シン・カリートなるタッグを用意して傷めつけて挑発。12月11日、Takeover R EvolutionにてNXTタッグ王座を保持するルチャドラゴンズに挑戦するも敗戦した。
2015年8月22日、Takeover BrooklynにてNXTタッグ王座を保持するブレイク・アレクサ・マーフィー・ファクター（ブレイク & マーフィー with アレクサ・ブリス）に挑戦。NXTにて対戦する度にアレクサから妨害を受けていた対策としてディーヴァであるブルーパンツをマネージャーに従えて試合に挑み、試合終盤にアレクサの挑発を受けてピンチに陥ったところをブルーパンツの介入に助けられ勝利し、ベルトを奪取した。

#### WWE
2016年4月7日、WWEに昇格。SmackDownにてルチャドラゴンズ（シン・カラ & カリスト）と対戦。ルチャドラゴンズの空中殺法に苦しめられるが、終盤にシン・カラが場外にいる自身に対してトペ・スイシーダを敢行してきたところにドラゴが低空ドロップキックでシン・カラの背中に命中させた勢いをつけてフェンスに激突させ、カリストを孤立にする。最後にワーリング・ダーヴィッシュを決めてWWEデビュー戦を勝利で飾った。同月14日、SmackDownにてWWEタッグ王座挑戦権争奪トーナメントにエントリー。1回戦でゴールダスト & ファンダンゴと対戦。ゴールダストの老獪な動きとファンダンゴの蹴り技に苦戦。終盤にゴールダストからクローズラインで場外に落とされるがフェンスに叩きつけてファンダンゴを撹乱した隙をゴッチが背後から攻撃。最後にワーリング・ダーヴィッシュを決めて勝利した。同月18日、RAWにて準決勝でウーソズ（ジミー・ウーソ & ジェイ・ウーソ）と対戦。ウーソズの空中殺法に業を煮やすが終盤にジェイの負傷している肩を攻め、最後にワーリング・ダーヴィッシュを決めて勝利した。5月1日、Payback 2016にて決勝でエンツォ・アモーレ & コリン・キャサディと対戦。アモーレとキャサディの連携に苦戦するが、ゴッチがアモーレをロープに投げられたところ場外へ滑り込もうとした事に失敗して首がロープに当たるとリングに側頭部を打ちつけ失神。動けなくなりレフェリーの判断により無効試合となった。2016年5月22日、Extreme Rules 2016にてWWEタッグ王座を保持するニュー・デイ（ビッグ・E & エグゼビア・ウッズ）に挑戦。試合終盤にウッズにワーリング・ダーヴィッシュを決めるも返されてしまい、追撃しようと場外にブレーンバスターを決めようとするが耐えられビッグ・Eによりスピアーで場外へと追い出され、さらにゴッチがコフィより場外に気を取られていたレフェリーの隙を突いてハイキックを受けてしまい倒れ、最後にウッズよりシャイニング・ウィザードを決められ敗戦した。
2017年4月5日、ゴッチがWWEから解雇となった事を受けてタッグは自然消滅する。5月2日、SmackDown LiveにてNXT時代に使用したオペラギミックに戻り、試合前にはリング上で歌唱を披露。試合ではタイ・デリンジャーと対戦するが最後にタイ・ブレーカーを決められ敗戦。試合後には涙を流した。サマースラム後にはルセフのパートナーとして行動するようになる。後に｢ルセフ・デイ｣という名で正式にコンビを組むようになると、エイデンの歌唱力も相まってか年末には爆発的に人気を得るようになっていった。 2018年に入ると二人は｢毎日がルセフの日(ルセフ・デイ)｣を合言葉にその人気は確固たるものになり、毎回会場で｢ルセフ・デイ｣チャントが発生するまでになった。 ロイヤルランブル2018ではロイヤルランブルマッチの1番手であるルセフと共に登場し、オープニングマイクはエイデンが務めた。後にルセフの妻であるラナと対立ストーリーが展開され、ルセフ・デイは解散となった。
2019年1月23日、205 Liveの解説者に就任することが発表された。

## その他
2014年12月、WWEの下部組織であったFCWやその後継であるNXTにラクエル・ディアスのリングネームで所属したシャウル・ゲレロと婚約し、2016年1月3日に結婚式を挙げた。
シャウルはエディ・ゲレロを父に、ヴィッキー・ゲレロを母に持つためリーヴォルトはゲレロ・ファミリーの一員になる。

## 得意技
- ザッツ・ア・ラップ

フィニッシャー。ハイアングル・セントーンボム。ミドルロープから繰り出すこともある。
- ディレクターズカット

ダレン・ヤングのヒートウェーブと同型。シザースキック、変型コブラクラッチスラムを経て現在の形となった。
- レッグドロップ
- スウィンギング・ネックブリーカー
- ワーリング・ダーヴィッシュ

サイモン・ゴッチとの合体技。ゴッチがヨーロピアン・アッパーカットを相手に決めて怯ませたところへ自身がスウィンギング・ネックブリーカーを決める。

## 獲得タイトル
WWE
- NXTタッグ王座 : 1回

w / サイモン・ゴッチ

## 入場曲
- Toreador Song
- Blast Out
- A Quicker Accomplishment
- Voix de Ville
- Vau de Vire
- Bel Canto - 現在使用中